# Planetarium Wien

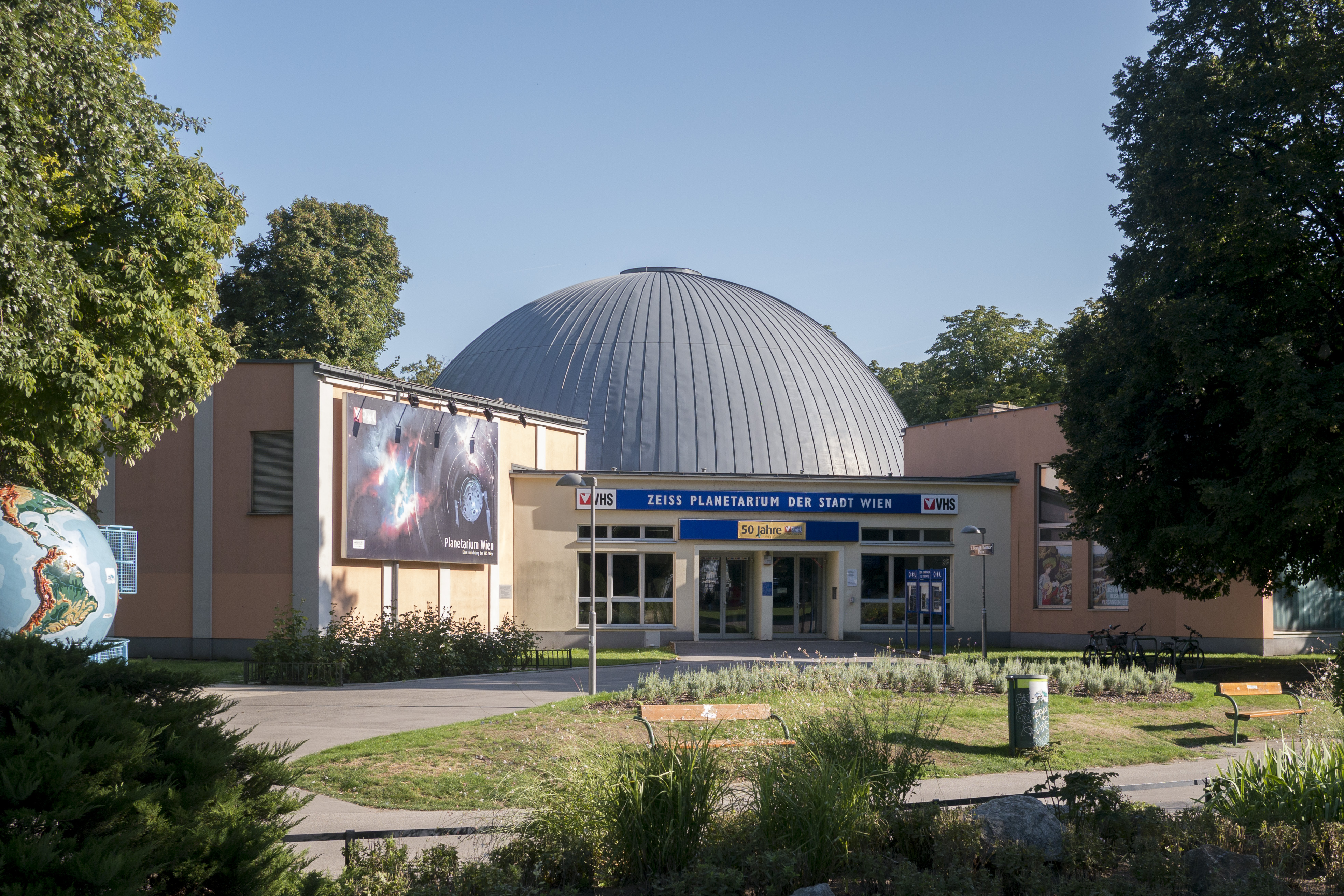
Wiener Planetarium

Das Planetarium Wien gilt als eines der modernsten Planetarien der Welt. Es befindet sich im Wiener Prater. Das Planetarium ist zusammen mit der Kuffner- und der Urania-Sternwarte eine spezialisierte Einrichtung der Wiener Volkshochschulen.

## Planetarien in Wien

### 1927 bis 1928
Das erste Planetarium Wiens war gleichzeitig das erste außerhalb von Deutschland errichtete Planetarium und bestand zwischen dem 7. Mai 1927 und September 1928. Aufgebaut wurde es auf dem heutigen Maria-Theresien-Platz zwischen Natur- und Kunsthistorischem Museum. Anlass dafür war die im Messepalast stattfindende Ausstellung „Wien und die Wiener“ im Jahr 1927.
Das achteckige pyramidenförmige Bauwerk mit einem runden Innenraum von 20 Metern Durchmesser war eine einfache Holzkonstruktion und wurde vom Architekten Robert Oerley entworfen. Die halbkugelförmige Kuppel bestand aus weißem Leinen.

### 1930 bis 1945
Am 8. Jänner 1930 erfolgte die abermalige Eröffnung des Planetariums am Praterstern, wo es bis Mitte März 1945 bestand. Während der Schlacht um Wien wurde das Holzbauwerk so wie der angrenzende Wurstelprater zerstört.
Als Sternenprojektor diente hier wie zuvor auf dem Maria-Theresien-Platz ein Projektor Zeiss Modell II. Dieser musste allerdings immer öfter Kinovorführungen weichen, indem man ihn aus dem Kuppelsaal schob. Ab April 1933 wurden kaum noch Sternenvorführungen abgehalten.
Direktor der ersten beiden Planetarien in Wien war Oswald Thomas. Nach ihm wurde der Vorplatz des heutigen Planetariums benannt.

### 1964 bis heute

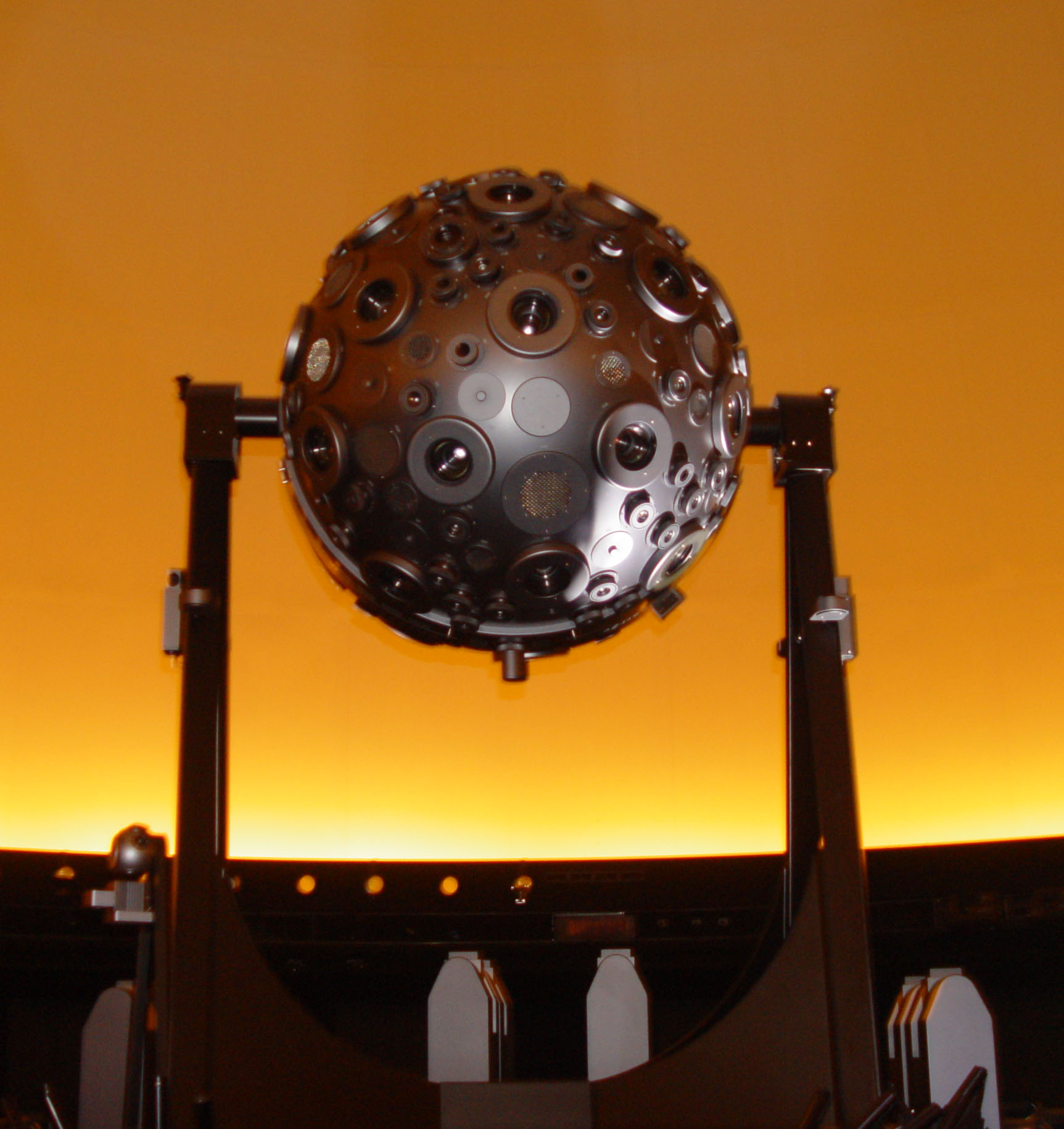
Sternenprojektor

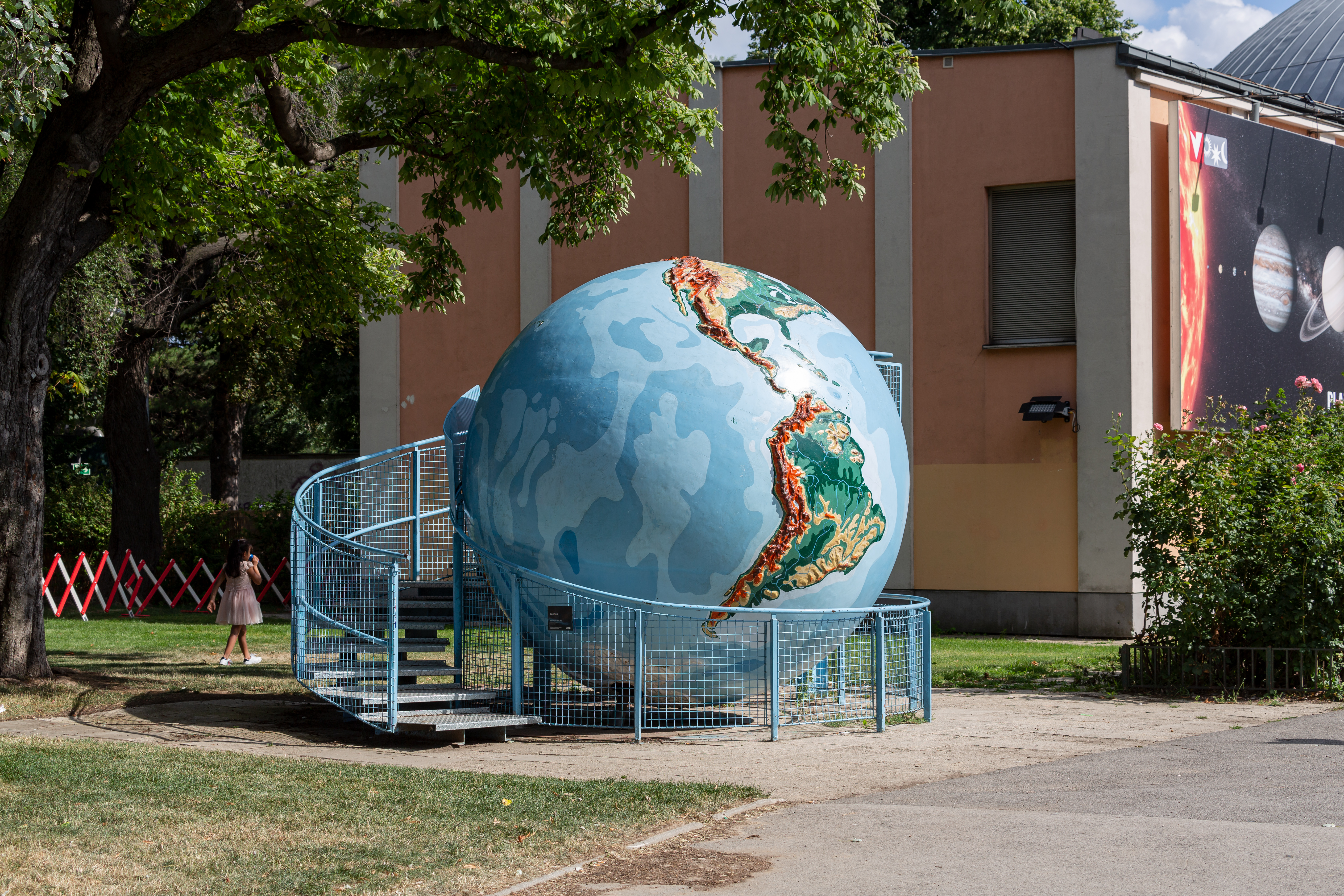
Skulptur Globus vor dem Planetarium (Josef Seebacher 1964)

Die Eröffnung des neu errichteten Planetariums im Kaisergarten am Oswald-Thomas-Platz 1 zwischen Riesenrad und Hauptallee erfolgte am 20. Juni 1964 (Grundsteinlegung 16. Juni 1962). Erster Direktor wurde Hermann Mucke, der diese Stelle auch bis zu seiner Pensionierung im Jahre 2000 innehatte. Danach leitete der Astronom und technische Physiker Peter Habison die astronomischen Einrichtungen der Stadt Wien.
Am 10. Februar 1990 wurde das Planetarium wegen Gefährdung durch Asbest gesperrt und ging nach der Sanierung am 9. November 1992 wieder in Betrieb. Im April 2001 wurde das Planetarium erneut für einen Umbau gesperrt und am 8. November 2002 wiedereröffnet. Neueste Technologien, wie ein Zeiss Sternenprojektor Universarium M IX, ein Laserprojektor Zulip und 24 moderne Diaprojektoren wurden installiert.
Auf 1.253 Quadratmeter Grundfläche wurde eine Stahlbeton-Kuppelschale mit einem Außendurchmesser von 23,5 Meter auf einen drei Meter hohen runden Umfassungsmauerwerk aufgesetzt. Der Vorführraum besitzt einen Innendurchmesser von 20 Meter und bietet Raum für ungefähr 240 Sitzplätze.
Zusätzlich wurde ein Kino- und Vortragssaal mit 125,4 Quadratmeter und Platz für ungefähr 180 Personen sowie Raum für das Pratermuseum errichtet, das durch den gleichen Eingang zugänglich ist. Das Pratermuseum befindet sich seit März 2024 an seinem neuen Standort, direkt beim Riesenrad.
Von Februar 2013 bis März 2022 war der Physiker Werner Gruber Direktor der astronomischen Bildungseinrichtung der Wiener Volkshochschulen. Während seiner Amtszeit erfolgte eine Modernisierung des Planetariums. Am 16. März 2022 übernahm der vormalige Vizedirektor, der Astrophysiker Michael Feuchtinger, die Direktion. Unter seiner Leitung wurden nicht nur die bewährten pädagogischen Programme für Schulen aufgewertet, sondern auch zahlreiche neue Formate an der Schnittstelle zwischen Kultur und Wissenschaft geschaffen, wie etwa Konzerte oder Poetry Slams unterm Sternenhimmel.
Seit 2014 koordiniert das Planetarium das Projekt „Science“ der Wiener Volkshochschulen, das eine Erweiterung und Fortführung von „University meets Public“ darstellt, das 1998 gemeinsam von der Universität Wien und den Wiener Volkshochschulen initiiert wurde. Das Science Programm stellt für die Wiener Bevölkerung wissenschaftlich aktuelles und gesellschaftspolitisch relevantes Wissen bereit und bietet ein vielseitiges und interdisziplinäres Vortragsprogramm, das viele Aspekte der Forschungslandschaft in Österreich beleuchtet. Renommierte und aufstrebende junge Wissenschafter der Universität Wien und vieler weiterer Forschungs- und Bildungseinrichtungen Österreichs stellen aktuelle wissenschaftliche Erkenntnisse anschaulich dar und zeigen dabei neueste Forschungsergebnisse, State of the Art und aktuelle Studien. Ein Zusatzangebot ist die VHS Science Card, die ein Semester lang Zugang zu allen Wissenschaftsvorträgen bietet.
Pro Semester bietet das Science Programm etwa 200 Vorträge und Veranstaltungen an und verzeichnet über 10.000 Besucher pro Jahr.
Im Februar 2018 erhielt das Planetarium der Stadt Wien 8 Zeiss-Velvet-Projektoren. Damit wurde der Laserprojektor Zulip abgelöst und mit dem neuen System können bewegte Projektionen in der gesamten Kuppel gezeigt werden. Der Sternenprojektor Universarium M IX ist erhalten geblieben und wird im Parallelbetrieb mit den Velvet-Projektoren verwendet.

## Trivia
Im Bericht zur Eröffnung des Planetariums in der Illustrierten Kronen-Zeitung prophezeite der Journalist, dass der nächste Schlager in Wien Schatzerl, komm mit mir ins Planetarium heißen würde. Zwei Leser der Zeitung, Kapellmeister Rudolf Peschka und der ehemalige Offizier F.O. Scorcola, komponierten daraufhin wirklich dieses Lied. Der humorvolle Text handelt von Sternen, Liebe und hübschen Mädchen. Die Melodie ist im Foxtrott-Rhythmus komponiert.